# Kris Wauters
Kris Wauters (Halle, 21 december 1964), voluit Kris Cecilia Jaak Wauters, is een Belgische muzikant, presentator, songwriter en multi-instrumentalist bij de groep Clouseau waarvan zijn jongere broer Koen Wauters de leadzanger is. Sinds 2017 is hij ook presentator van Zot gedraaid, een radioprogramma op Joe. 

## Biografie
Kris Wauters werd geboren op 21 december 1964 te Halle, samen met zijn 3 broers en 2 zussen groeide hij op in Sint-Genesius-Rode.
Sinds 1988 is Wauters lid van de groep Clouseau waar ook zijn broer Koen Wauters deel van uitmaakt als leadzanger. Naast zang, gitaar en piano, schrijft Kris de meeste liedjes en muziek, en neemt hij vaak ook de productie voor zijn rekening. Hij wordt dan ook beschouwd als het muzikale brein achter de groep Clouseau. Anders dan broer Koen, die als zanger het meest in de spotlights staat, houdt Kris zich op de achtergrond en houdt hij zijn privéleven liever voor zichzelf. Sinds maart 2005 nam hij het peterschap van de organisatie Make-a-Wish op zich.
Wauters presenteert samen met zijn broer Koen de Belgische versie van Idool, en was coach in het programma X Factor. Hij was tevens ook jurylid voor The Band op VTM. In 2017 werd Wauters radiopresentator bij Joe fm. Hij presenteert steeds vanaf de maand november op zondagvoormiddag Zot gedraaid, uitgezonden tussen 10 uur en 12 uur. Het concept omvat het draaien van de favoriete platen van een bekende gast, waarbij Kris op zoek gaat naar welke betekenis de platen voor zijn gasten hebben. Het programma liep anno 2022 nog steeds.
Wauters koestert naast zijn liefde voor muziek ook een grote passie voor autosport. Hij presenteert vanaf 2011 op VT4 (later VIER genoemd) de Formule 1, nu voor Telenet’s Play Sports. In 2020 presenteerde hij de Formule 1-races afwisselend met autocoureur Sam Dejonghe en sportjournalist en Formule 1-watcher Gert Vermersch van de krant Het Nieuwsblad.

## Televisie
- Idool (2003-2004, 2007, 2011) - als presentator samen met Koen Wauters
- X Factor (2005, 2008) - als jurylid
- Formule 1 (2011-heden) - als presentator
- De Slimste Mens ter Wereld (2016) - als kandidaat (2 afleveringen)
- The Band (2017) - als jurylid